# Slatinný potok (přítok Křemelné)
Slatinný potok (německy Filzbach, na horním a středním toku též Neubrunster Bach a Gerlbach) je pravostranným přítokem Křemelné.

## Průběh toku
Slatinný potok pramení na východním svahu Pancíře (1214 m n. m.) na Šumavě. Na svém horním toku, který zpočátku směřuje k východu, klesá prudce z Pancířského hřbetu na Kochánovské pláně. Za osadou Nový Brunst, kde se do něj vlévají četné drobné rašelinné potůčky, se směr toku mění na jihovýchod a směřuje ke Gerlově Huti; tento úsek je součástí přírodní rezervace Prameniště. Potok dále křižuje silnici E53 / I/27 mezi Klatovy a Železnou Rudou a za ní se dostává do území Národního parku Šumava. V minulosti byla tato horní část potoka nazývaná Neubrunster Bach. Střední část Slatinného potoka, od soutoku s Gerlovým potokem (Gerlbach) na bývalé Gerlově Pile (Gerlsäge) až po soutok se Sklářským potokem (Schreitbach), pak měla v minulosti název Gerlbach. Střední tok Slatinného potoka vede v mělkém bažinatém korytu přes lesy jižně od Gerlovy paseky (996 m n. m.) kolem bývalé usedlosti Ascherlhäusel, bývalé pily Oberrichtersäge a bývalé Novohůrecké papírny (Neuhurkenthaler Papiermühle). Na svém dolním toku protéká potok kolem usedlostí Slučí Tah (Schnepfenstrich) a Paseka (Holzschlag). Severně od bývalé obce Zettlova Hůrka (Hurka) utváří Slatinný potok postupně stále se prohlubující údolí a po 11,5 km toku se tok vlévá do Křemelné, v místě pod bývalým mlýnem Glaserwaldmühle. Plocha povodí je 31,1 km², průtok v ústí je 0,75 m³/s.
Tok potoka vede téměř výhradně lesnatou neobydlenou krajinou.

## Historie
Údolí Slatinného potoka bylo osídleno jen velmi řídce. Zpočátku byly v lesích na horním toku zřizovány lesní sklářské hutě, později přibylo několik mlýnů a pil. První vesnice – Paseka (Holzschlag) a Slučí Tah (Schnepfenstrich) – byly v údolí Slatinného potoka, jež bylo součástí Královského hvozdu, založeny až v 18. století.
V letech 1948 až 1991 se údolí nacházelo z velké části ve vojenském výcvikovém prostoru Dobrá Voda. Během tohoto období byly obce Paseka a Slučí Tah z velké části zničeny.

## Přítoky
- Gerlův potok (Gerlbach; zleva), u bývalé Gerlovy pily
- Sklářský potok (Schreitbach; zprava) u bývalé Novohůrecké papírny